# Kembang (Gladagsari)
Kembang is een bestuurslaag in het regentschap Boyolali van de provincie Midden-Java, Indonesië. Kembang telt 5190 inwoners (volkstelling 2010).